# ارلنباخ (ماین)
ارلنباخ (به آلمانی: Erlenbach) یک رود در آلمان است که در فرانکن سفلی واقع شده‌است.